# Estación de Beniel
Beniel es una estación de ferrocarril situada en el municipio español de Beniel, en la Región de Murcia. Dispone también de servicios de Media Distancia y forma parte de la línea C-1 de Cercanías Murcia/Alicante. Las instalaciones se encuentran situadas en la periferia de la ciudad de Murcia.

## Situación ferroviaria
Las instalaciones se encuentran situadas en el punto kilométrico 58,6 de la línea férrea de ancho ibérico Alicante-El Reguerón.

## Historia
La estación fue inaugurada el 11 de mayo de 1884 con la puesta en funcionamiento de la Línea Murcia-Alicante. Las obras corrieron a cargo de la Compañía de los Ferrocarriles Andaluces que de esta forma expandía su red fuera de su principal zona de actuación. La línea enlazaba en Alquerías con la línea Chinchilla-Cartagena de la compañía MZA, lo que permitió unir Alicante con Murcia. En 1941, con la nacionalización del ferrocarril de ancho ibérico, la estación pasó a ser gestionada por RENFE. Desde enero de 2005 el ente Adif es la titular de las instalaciones ferroviarias.
En diciembre de 2012 la antigua estación fue sustituida por un nuevo recinto mucho más moderno y funcional fruto de las obras de la línea de alta velocidad Madrid-Levante.

## La estación
Está ubicada al este del municipio. El nuevo edificio, de forma rectangular tiene unas medidas de 43 por 15,9 metros con un vestíbulo de 208 metros cuadrados, aseos y locales destinados a diferentes usos. Dispone de dos andenes de 210 metros de longitud y 6 metros de ancho dotados de marquesinas de 43 metros a los que acceden dos vías. Una pasarela peatonal y unos ascensores facilitan la movilidad por el recinto. En el exterior se ha habilitado una zona de aparcamiento.

## Servicios ferroviarios

### Cercanías
Pertenece a la línea C-1 de Cercanías Murcia/Alicante. La frecuencia de paso es un tren cada hora y 40 minutos.

### Media Distancia
Dispone de servicios de media distancia que permiten conexiones con ciudades como Murcia, Valencia o Alicante